# Polimyksyny

Kolistyna (polimyksyna E)

Polimyksyna B1

Polimyksyny – antybiotyki należące do grupy antybiotyków peptydowych, po raz pierwszy zostały wyizolowane w procesie fermentacji Bacillus polymyxa w 1947 roku.

## Budowa
Cząsteczki polimyksyny składają się z części peptydowej i reszty kwasu tłuszczowego. Zawierają zatem ugrupowania zarówno hydrofobowe jak i hydrofilowe – są amfifilowe. W zależności od sekwencji aminokwasów w części peptydowej wyróżniamy polimyksyny A, B, C, D i E. W lecznictwie stosuje się tylko mieszaninę siarczanów polimyksyny B i E (kolistyny).

## Mechanizm działania
Ze względu na budowę amfifilową, polimyksyny mogą łatwo przenikać do komórek bakteryjnych i integrować się z fosfolipidami w błonie komórkowej, co zaburza jej strukturę. Polimyksyny działają więc jak związki powierzchniowo czynne (detergenty), co prowadzi do zwiększenia przepuszczalności bakteryjnej błony komórkowej i w konsekwencji do zniszczenia komórki.

## Zastosowanie
Polimyksyny działają przeciw bakteriom  Gram−, w tym P. aeruginosa oraz wszystkie przecinkowce (oprócz V. eltor). Natomiast dwoinka rzeżączki,  dwoinka zapalenia opon mózgowo-rdzeniowych, a także większość gatunków bakterii Gram+, bakterie beztlenowe, grzyby wykazują niewielką wrażliwość. Do wyjątków należą Candida tropicalis i Coccidioides immitis.
Bakterie bardzo rzadko wykształcają oporność na działanie polimyksyn co jest dużą zaletą tych antybiotyków, a polega ona głównie na zmniejszeniu przepuszczalności przez ścianę komórkową bakterii. W Polsce odnotowano już pierwsze szczepy oporne wśród Acinetobacter baumannii.